# Calle de la Trinidad (Sagunto)
La calle de la Trinidad es una vía pública de la ciudad española de Sagunto.

## Descripción
La vía, que recibió el título del antiguo convento del mismo nombre, discurre desde la calle del Remedio hasta la de los Huertos. Aparece descrita en el Nomenclator de las calles, plazas y puertas antiguas y modernas de la ciudad de Sagunto (1901) de Antonio Chabret y Fraga con las siguientes palabras:

Trinidad (calle de la). Empieza en la calle Real y desemboca en la plaza de la Trinidad. Recibió el nombre del convento antiguo.
(Chabret y Fraga, 1901, p. 91)